# 藤原瞭我
藤原 瞭我（ふじわら りょうが、2002年1月8日 - ）は、日本のプロバスケットボール選手。京都府南丹市出身。B3リーグのアースフレンズ東京Z所属。ポジションはポイントガード。

## 来歴
北陸学院高等学校、京都産業大学出身。2023-24シーズン途中より特別指定選手として神戸ストークスに入団。背番号は25。B.LEAGUE初得点は2024年3月27日愛媛戦でのスリーポイント。翌シーズンからはプロ選手として引き続き神戸に所属。2025年にはB.LEAGUEモテ男No.1決定戦にエントリーした。同年オフ、アースフレンズ東京Zに移籍。

## 個人成績

### レギュラーシーズン
| シーズン   | チーム | GP | GS | MPG  | FG%   | 3P%   | FT%  | RPG | APG | SPG | BPG | TO  | PPG |
| ---------- | ------ | -- | -- | ---- | ----- | ----- | ---- | --- | --- | --- | --- | --- | --- |
| B2 2023-24 | 神戸   | 2  | 0  | 0:38 | 1.000 | 1.000 | .000 | 0.0 | 0.0 | 0.0 | 0.0 | 0.0 | 1.5 |
| B2 2024-25 | 神戸   |    |    |      |       |       |      |     |     |     |     |     |     |

## 人物

### 選手としての特徴
神戸加入時には「身長は小柄ながらスピードを活かしたプレーで、アップテンポな試合展開を作れる選手」と評価されている。